# Bujačí vrch
Der Bujačí vrch (deutsch Stiernberg, ungarisch Bika-hegy, polnisch Bujaczy Wierch) ist ein Berg des Gebirges Belianske Tatry (deutsch Belaer Tatra) innerhalb der Tatra. Er ist 1947 m n.m. hoch und erhebt sich im östlichen Teil des Hauptkamms. Weiter westlich erhebt sich der Berg Predné Jatky (2012 m n.m.), weiter östlich fällt der Hauptkamm zum Grat Kozí chrbát mit der Bresche Skalné vráta (1620 m n.m.) und dem Berg Faixova skala (1489 m n.m.) Richtung Tatranská Kotlina ab. Am südöstlichen Fuß des Bergs steht die Berghütte Plesnivec (deutsch Edelweißhütte, 1290 m n.m.) am oberen Ende des Tals Dolina Siedmich prameňov, südwestlich liegt das Tal Predné Meďodoly, weiter nördlich die Gemeinde Ždiar.
Bis zum Ende des 19. Jahrhunderts hieß der Berg auf Deutsch Stirnberg, womit der Anfang des Hauptkamms der Belaer Tatra von der Stadt Spišská Belá (deutsch Zipser Bela) aus betrachtet ausgedrückt werden sollte. Durch die fehlerhafte Übertragung durch Topographen tauchten die Namen Stierberg und Stiernberg auf, mit Entsprechungen im Slowakischen und anderen Sprachen.
Der Berg ist wie der Großteil des Gebirges für Touristen gesperrt.